# Mieczysław Grudziński
Mieczysław Grudziński (ur. 23 stycznia 1948 w Bydgoszczy) – polski działacz opozycyjny w PRL, współpracownik Niezależnej Oficyny Wydawniczej Nowa.

## Życiorys
W 1973 ukończył studia na Wydziale Mechaniczno-Technologicznym Politechniki Warszawskiej.
Należał do współpracowników Komitetu Obrony Robotników i następnie Komitetu Samoobrony Społecznej „KOR”. Współpracował przy redagowaniu Biuletynu Informacyjny KSS „KOR”, za co został zatrzymany 4 marca 1977 w mieszkaniu Jana Lityńskiego (m.in. razem z gospodarzem spotkania), uczestniczył także w kolportażu pisma. Od 1977 był zaangażowany w druk i kolportaż wydawnictw Niezależnej Oficyny Wydawniczej Nowa, prowadził w swoim mieszkaniu sklepik wydawnictw niezależnych.
W marcu 1978 został zwolniony z pracy w Instytucie Organizacji Przemysłu Maszynowego. Należał do grupy opozycjonistów zatrzymanych i następnie aresztowanych na trzy miesiące pod koniec sierpnia 1980 i zwolnionych po podpisaniu porozumień sierpniowych.
Od połowy listopada 1981 kierował biurem Niezależnego Samorządnego Związku Zawodowego „Solidarność” Regionu Mazowsze. Latem 1981 zaangażował się w organizację Agencji Filmowej „Solidarności”. 13 grudnia 1981 został internowany, zwolniono go po pięciu miesiącach z powodów zdrowotnych, formalnie decyzję o internowaniu uchylono z dniem 10 września 1981.
We wrześniu 1982 wyjechał na stałe do Francji, pracował tam w koncernie Renault. W latach 1982–1989 był francuskim przedstawicielem NOW-ej i pisma Vacat.
W 2006 został odznaczony Krzyżem Oficerskim Orderu Odrodzenia Polski.